# Camellia granthamiana
Camellia granthamiana är en tvåhjärtbladig växtart som beskrevs av Joseph Robert Sealy. Camellia granthamiana ingår i släktet Camellia och familjen Theaceae. Inga underarter finns listade i Catalogue of Life.

## Bildgalleri

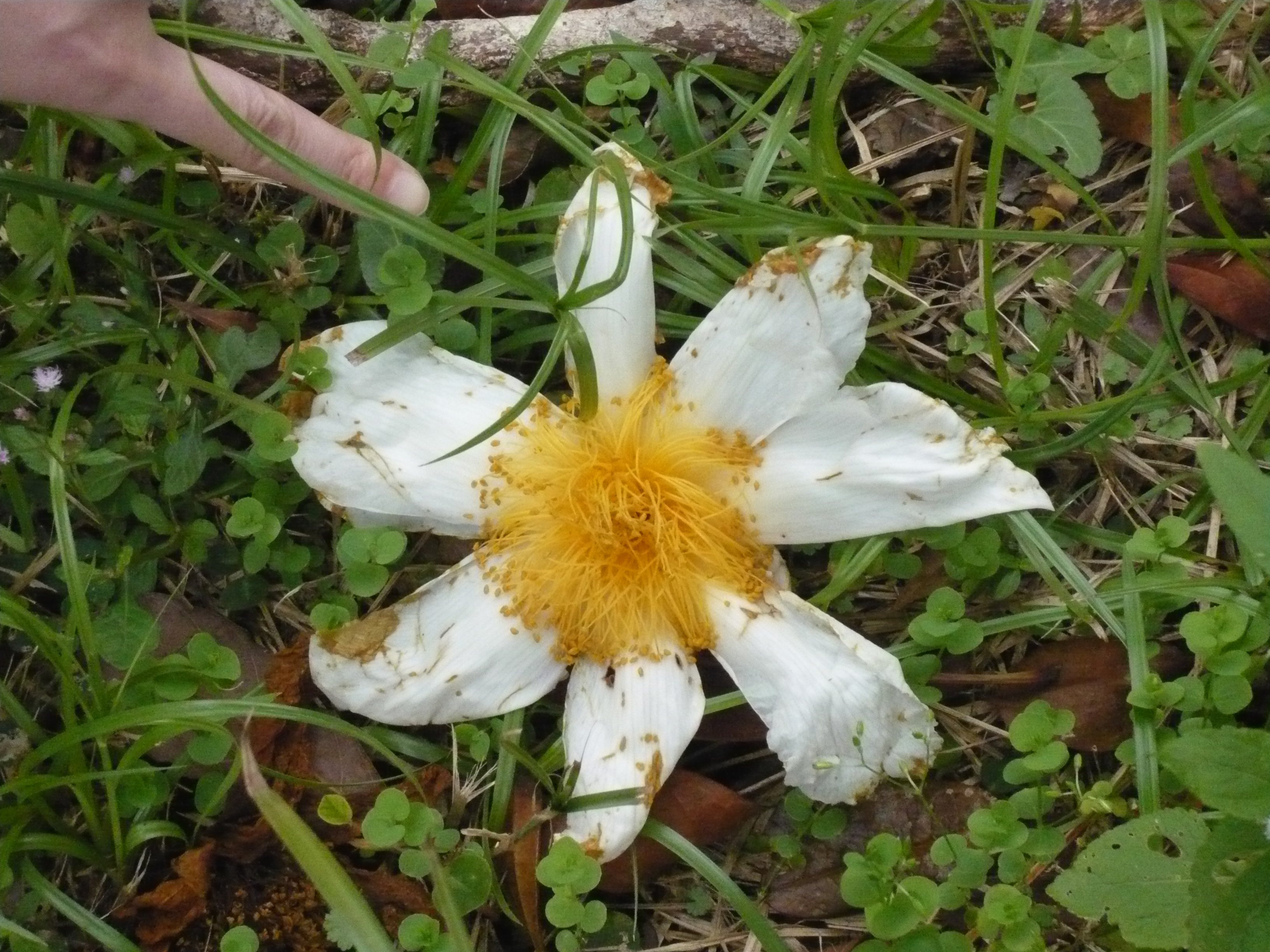
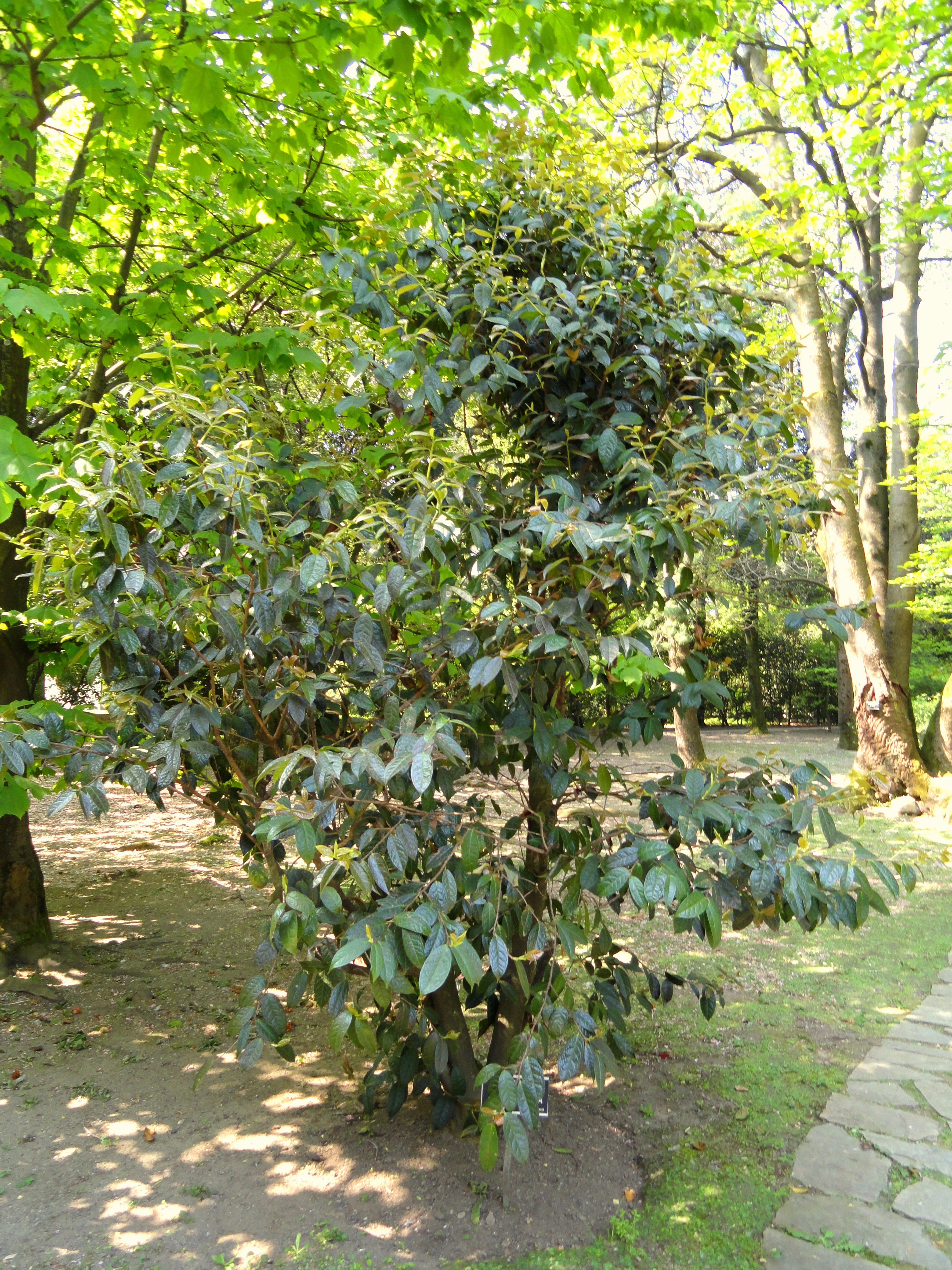